# Santa Maria de Bell-lloc d'Aro
'Santa Maria de Bell-lloc d'Aro (abans anomenada Santa Maria de Filafams és una obra del municipi de Santa Cristina d'Aro (Baix Empordà) inclosa en l'Inventari del Patrimoni Arquitectònic de Catalunya.

## Descripció

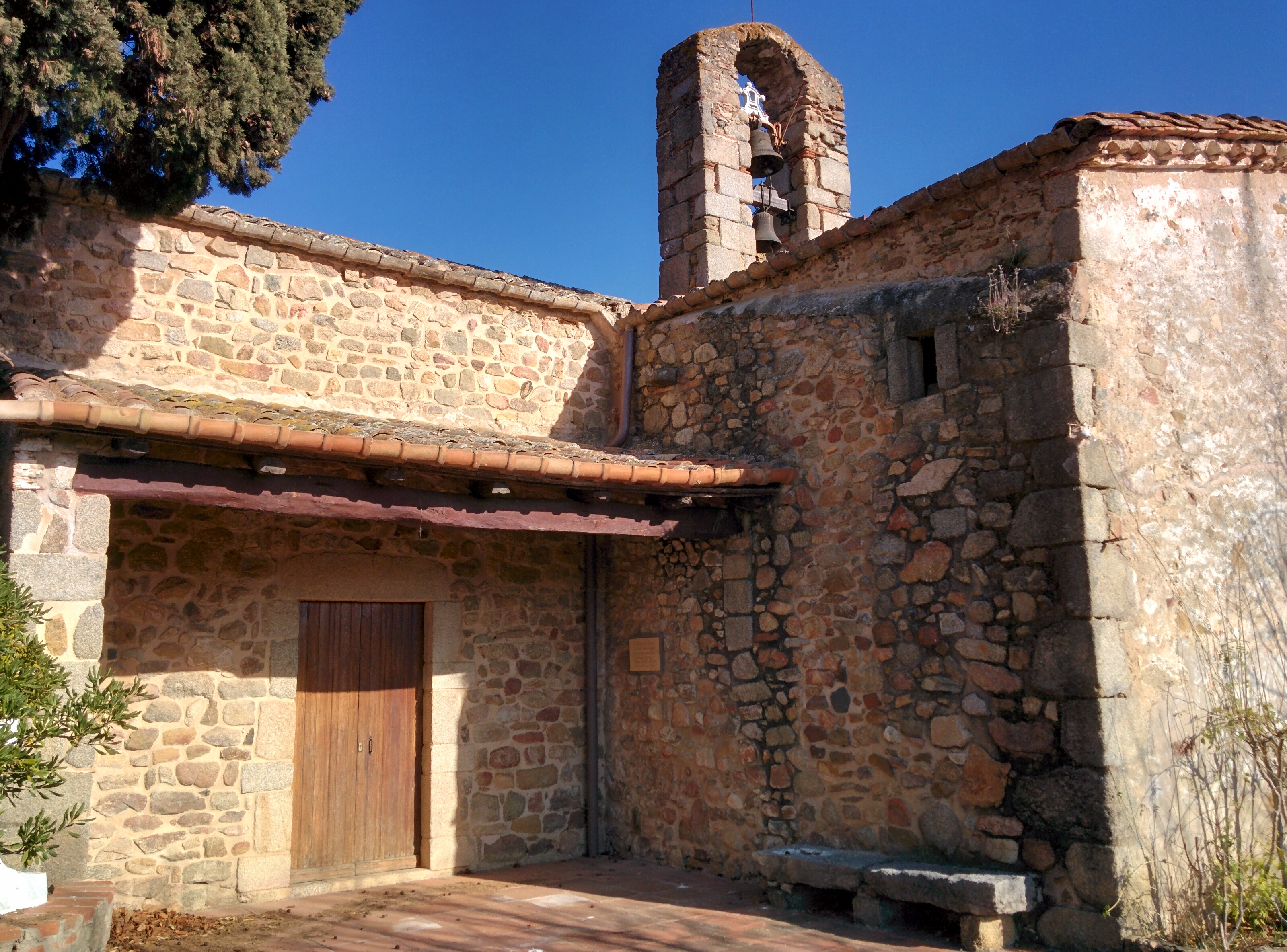

Es tracta d'una església d'una sola nau amb capçalera de planta de ferradura a l'interior i poligonal a l'exterior (la forma externa li fou donada tardanament). A ponent té una façana molt alterada, un arc triomfal de mig punt amb una arcada obrada amb dovelles i muntants de pedres escairades, i un tram de volta més baixa que la nau (s'ha pensat que inicialment era un temple amb dos absis contraposats, un a cada extrem de la nau).
Aquest tipus de planta no és freqüent al país, però té precedents en esglésies paleocristianes especialment del nord d'Àfrica. La volta emprada en aquest santuari està adaptada a l'espai que cobreix i es pot considerar preromànica. Al fons de l'absis hi ha una finestra esbiaixada, als muntants de la qual foren reutilitzats elements romans. Hi ha també un campanar d'espadanya i contraforts a la façana davantera.
A la banda N de l'església hi ha diverses ruïnes pertanyents a un edifici de planta circular o concèntrica que hi comunicava, potser un baptisteri.
Adossada a l'església hi ha la rectoria, notable casal que amaga part de l'exterior de l'església i que fou construït al segle xviii.
S'hi venera la Mare de Déu de l'Assumpció i té uns Goigs dedicats que canten: "Mare, Regina i Senyora, / us proclama el nostre cor: / Sigueu nostra protectora, / Verge Assumpta de Bell-lloch".

## Història

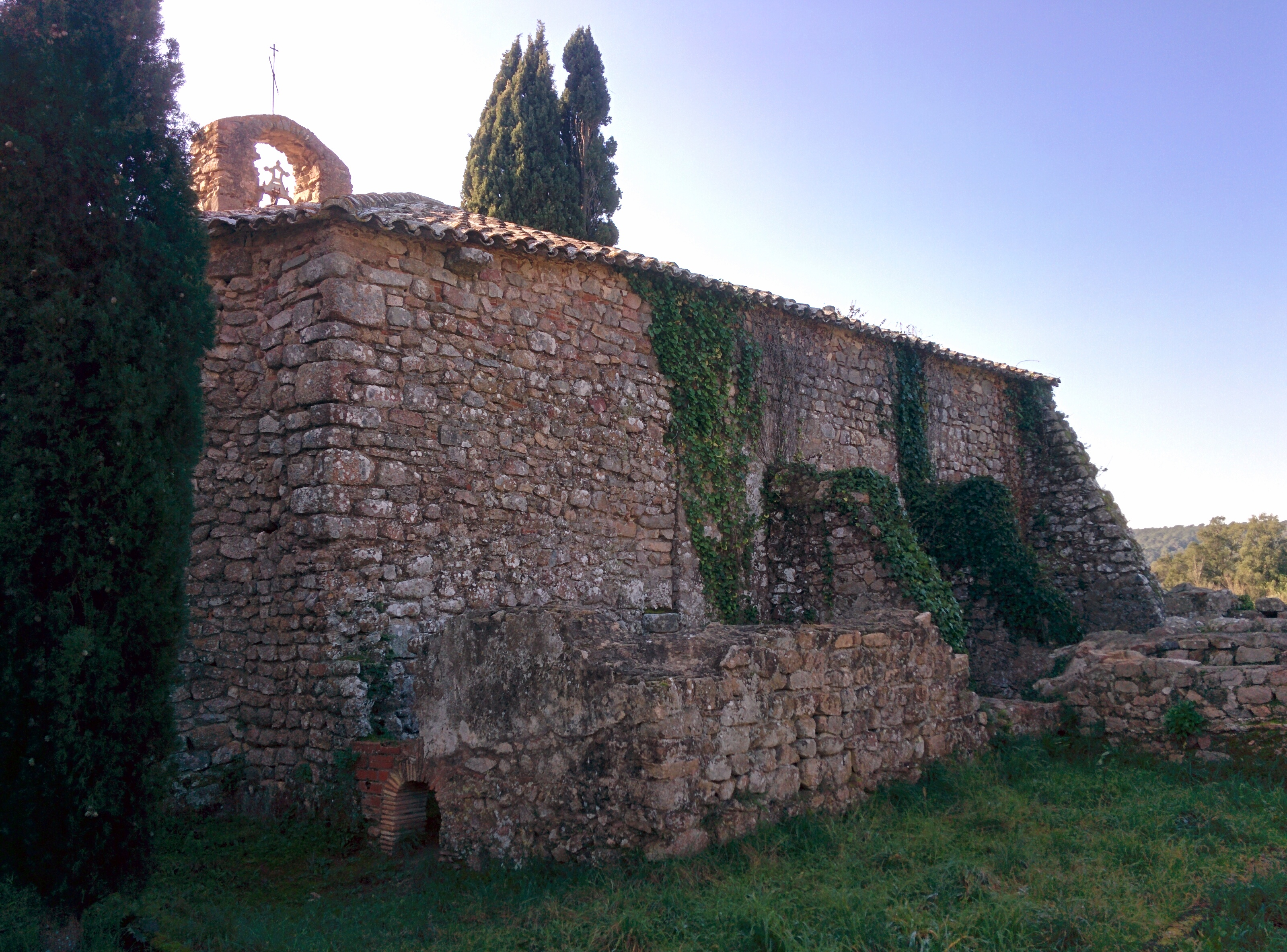

Aquesta església està emplaçada sobre una antiga vil·la romana. En una restauració dels anys 1960-1962 aparegueren vestigis de construccions. A la banda N s'han trobat ruïnes d'un edifici de planta circular -potser es tracta d'un baptisteri- que estava adossat a una estreta aula rectangular que comunicava amb l'església.
El fet que les parets de la nau de l'església no parteixin de les de la capçalera s'atribueix (Junyent) a què segurament quan es va construir la nau devien aprofitar l'absis d'una església anterior, edificada sobre les ruïnes de la vil·la romana.
L'any 1989 el Departament de Cultura va subvencionar obres de restauració en aquesta església.